# Hockey Club Asiago 1991-1992
Questa pagina contiene i dati relativi alla stagione hockeystica 1991-1992 della società di hockey su ghiaccio HC Asiago.

## Piazzamento
- Campionato: 5° in serie A1.
- Competizioni europee: 2° nel gruppo B in Alpenliga, non passa il turno per la classifica avulsa.

## Roster
- Mario Brunetta
- Giampietro Stella
- Sergio Forte
- John Parco
- Steve Graves
- Mauro Cera
- Fabio Rigoni
- Ken Linseman
- Gaetano Miglioranzi
- Antonio Armando Savarin
- Franco Vellar
- Sandro Baù
- Mark Montanari
- Cary Farelli
- Pierangelo Cibien
- Jimmy Camazzola
- Lucio Topatigh
- Mario Cerri
- Mario Simioni
- John Tucker
- Patrick Micheletti

### Allenatore
Tony Zappia, sostituito da Dave Chambers dal 14 gennaio 1992.